# 1881年11月21日日食
1881年11月21日日食为一次在协调世界时1881年11月21日出現的日環食。該次日食食分為0.9887，食甚維持0分43秒。

## 概述
這次日食的食分是0.9887，環食維持0分43秒。

## 基本參數
- 類型：日環食
- 食甚資料：
  - 日期：1881年11月21日
  - 時間：16時31分10秒
  - 地點：81S 115W
  - 食分：0.9887
  - 日環食持續時間：0分43秒

## 外部連結
- NASA日食專頁（页面存档备份，存于）（英文）